# Kevin Crow
Kevin Troy Crow (St. Louis, 17 settembre 1961) è un allenatore di calcio ed ex calciatore statunitense.

## Biografia
Dopo essersi ritirato come calciatore è stato dal febbraio del 1994 al settembre del 2000 presidente di un'azienda chiamata ZipDirect.

## Carriera

### Giocatore

#### Club
Ha giocato a livello universitario negli Stati Uniti dal 1979 al 1982. In seguito ha giocato a livello professionistico con i San Diego Sockers dal 1983 al 1996.

#### Nazionale
Ha giocato nella Nazionale olimpica americana ai Giochi olimpici di Los Angeles 1984 e Seul 1988.

### Dirigente
Dal 2001 al 2003 è stato il manager delle San Diego Spirit, una squadra di calcio femminile militante nella Women's United Soccer Association.